# Остин, Тим
Ти́моти О́стин (англ. Timothy Austin; род. 14 апреля 1971, Цинциннати, Огайо) — американский боксёр, представитель легчайшей и наилегчайшей весовых категорий.
Выступал за сборную США по боксу в начале 1990-х годов, бронзовый призёр летних Олимпийских игр в Барселоне, победитель Игр доброй воли, чемпион американского национального первенства среди любителей и национального турнира «Золотые перчатки».
В период 1993—2006 годов успешно боксировал на профессиональном уровне, владел титулом чемпиона мира IBF в легчайшем весе.

## Биография
Тим Остин родился 14 апреля 1971 года в городе Цинциннати штата Огайо, США. Проходил подготовку в местном боксёрском зале Northside Gym.

### Любительская карьера
В 1989 году выступил на чемпионате мира среди юниоров в Пуэрто-Рико, где в 1/8 финала наилегчайшей весовой категории был остановлен советским боксёром Кахабером Барави.
Год спустя выиграл национальный турнир «Золотые перчатки», вошёл в основной состав американской национальной сборной и побывал на Играх доброй воли в Сиэтле, откуда привёз награду золотого достоинства — одолел здесь всех оппонентов в наилегчайшем весе, в том числе в финале взял верх над представителем СССР Джамбулатом Мутаевым. Принял участие в матчевой встрече со сборной Канады, выиграв досрочно у канадского боксёра Грэма Макинтоша.
В 1991 году одержал победу на чемпионате США среди любителей и снова выиграл «Золотые перчатки». Выступил на чемпионате мира в Сиднее, где в 1/8 финала проиграл венгру Иштвану Ковачу, который в итоге и стал победителем этого турнира.
Благодаря череде удачных выступлений Остин удостоился права защищать честь страны на летних Олимпийских играх 1992 года в Барселоне — в категории до 51 кг благополучно прошёл первых двоих соперников по турнирной сетке, но на стадии полуфиналов досрочно в первом же раунде потерпел поражение от кубинца Рауля Гонсалеса и таким образом получил бронзовую олимпийскую медаль.
В общей сложности провёл среди любителей 122 боя, из которых 113 выиграл и 9 проиграл.

### Профессиональная карьера
Вскоре по окончании Олимпиады Тим Остин покинул расположение американской сборной и в апреле 1993 года успешно дебютировал на профессиональном уровне. В течение трёх лет одержал 16 побед, не потерпев при этом ни одного поражения (лишь в одном случае была зафиксирована ничья).
Поднявшись в рейтингах, получил право оспорить титул чемпиона мира в легчайшем весе по версии Международной боксёрской федерации (IBF), который на тот момент принадлежал южноафриканцу Мбулело Ботиле. Чемпионский бой между ними состоялся в июле 1997 года, Остин победил Ботайла техническим нокаутом в восьмом раунде и забрал пояс чемпиона себе.
Впоследствии сумел девять раз защитить титул чемпиона мира, лишился его только в феврале 2003 года — во время десятой защиты техническим нокаутом уступил мексиканцу Рафаэлю Маркесу.
В 2005 году выиграл ещё два поединка, но в апреле 2006 года потерпел поражение техническим нокаутом от соотечественника Эрика Айкена — после этого проигрыша принял решение завершить карьеру профессионального боксёра. В общей сложности провёл на профессиональном ринге 30 боёв, из них 27 выиграл (в том числе 24 досрочно), 2 проиграл, в одном случае была ничья.